# Movimiento de la Creatividad
La antiguamente llamada Iglesia Mundial del Creador y el actualmente denominado Movimiento de la Creatividad es una organización  racista, antisemita, y homófoba, que dice rendir culto a la raza blanca.

## Nombre
Los adherentes de la creatividad se refieren a sí mismos como creadores. El movimiento religioso fue fundado originalmente como la Iglesia del Creador por Ben Klassen en 1973. En 1996, Matthew F. Hale, junto con otros ministros de la Iglesia del Creador original, formaron un grupo sucesor conocido como la Iglesia Mundial del Creador. La Iglesia Mundial del Creador pasó a llamarse Movimiento de la Creatividad en 2003.
El derecho de Hale a usar el nombre "Iglesia del Creador" en los Estados Unidos se perdió ante la Iglesia del Creador, una organización religiosa no relacionada con sede en Ashland, Oregón, en un caso de infracción de marca registrada.  La membresía en el movimiento de Creatividad está restringida a personas cuya herencia genética sea supuestamente "total o predominantemente" de Europa o miembros de la raza blanca, independientemente de dónde residan. El término "Creador" no se refiere a un ser sobrenatural, sino a los seguidores de la Creatividad y la Raza Blanca (que se acredita con la creación de "toda cultura y civilización que valga la pena").
Tras la desaparición de la Iglesia Mundial del Creador después del arresto de Hale en 2003, se formaron dos grupos distintos conocidos como Movimiento de la Creatividad y la Alianza de la Creatividad/Iglesia de la Creatividad.

## Creencias
A los creadores se les enseña a odiar a los no blancos y a evitar interactuar socialmente con ellos. También se espera que los creadores repudien la homosexualidad, el mestizaje, las quejas y la superstición. La creatividad tiene diez mandamientos basados en la raza y cinco creencias fundamentales que los miembros consideran basadas en las "leyes externas de la naturaleza, la experiencia de la historia, la lógica y el sentido común". Estos incluyen la creencia de que "la raza es su religión", que la raza blanca es "la mejor de la naturaleza", la creencia de que la lealtad racial es trascendente y que la "supervivencia, expansión y avance" de la raza blanca en la Tierra es la "mayor virtud ". Creen que la cultura estadounidense se está volviendo "más decadente", como lo demuestran los "crímenes negros, la creciente aceptación de la homosexualidad, el matrimonio interracial, el aumento del consumo de drogas y la falta de identidad racial entre los blancos". Según la Liga Antidifamación judía, los miembros creen que el pueblo judío está trabajando para esclavizar a todas las razas, y en particular al "mestizaje de la raza blanca". Se alienta a los creadores a recitar diariamente los "cinco fundamentos". Klassen alentó a los creadores a referirse a los negros como "niggers" y se opuso a los supremacistas blancos que usaron términos más corteses. A principios de la década de 2000, se les alentó a mudarse al centro de Illinois para establecer un bastión de la creatividad.
La creatividad rechaza lo sobrenatural al afirma una visión panteísta de la naturaleza, afirmando que "todo está en la naturaleza" y definiéndolo como "todo el Cosmos, el Universo total, incluyendo sus millones de leyes naturales a través del espacio y el tiempo". Según Klassen, "Un Creador no es supersticioso y desprecia la creencia en lo sobrenatural. No perderá tiempo dando crédito o jugando juegos tontos con fantasmas, espíritus, dioses y demonios imaginarios". Los creadores no creen en una vida futura sobrenatural creyendo que la "inmortalidad" es genética y conmemorativa con un cese de conciencia al morir. Creen que deberían ver la vida y la muerte en la Tierra de una "manera racional y sin miedo", concentrándose en los aspectos positivos de la vida.
Mientras que Ben Klassen fue clasificado por algunos como ateo y la creatividad ha sido etiquetada como atea en la prensa, Klassen rechazó el término, viendo el ateísmo como un enfoque negativo de un mal positivo, alegando que el ateísmo carece de un "credo y programa positivo" para reemplazar a las religiones abrahámicas y no es inherentemente racista.

## Dieta
La creatividad promueve una dieta religiosa y una doctrina de la salud, llamada los 14 Puntos de la Vida Saludable (que incluye el crudiveganismo), aunque no es un requisito religioso.

## Socialismo racial
El Southern Poverty Law Center clasifica la ideología de la creatividad como neonazi. Según Klassen, la creatividad no es una repetición del nazismo y enumeró ocho diferencias entre su ideología política y la de los nazis. Adoptó la frase "socialismo racial" para describir su ideología política. Klassen fue crítico con la democracia y abogó por la meritocracia, creyendo que los líderes efectivos deberían gobernar. Bajo el socialismo racial, "los blancos trabajarían juntos hacia objetivos comunes pero sin la planificación económica masiva al estilo del Gosplan soviético". Apoyó una economía de mercado limitada, creyendo que las actividades sociales y económicas deberían ser lo mejor para los intereses de gente blanca. Klassen criticó las "inclinaciones de izquierda" para reclutar de la clase trabajadora blanca: "Todos los miembros [blancos] de la comunidad nacional o racial ... tenían un papel importante que desempeñar".
Klassen instó a los Creadores a "trabajar febril y agresivamente para organizarse políticamente, distribuir literatura en nombre de la Raza Blanca, promover y fomentar la solidaridad blanca, y para obtener el control del gobierno y la maquinaria política del estado por medios legales si es posible. Si esto no es posible por medios legales, entonces debemos recurrir a los mismos medios que nuestros antepasados usaron hace doscientos años para defender su libertad, sus propiedades, sus hogares y sus familias".

## Guerra santa racial
La creatividad se dedica al proselitismo. Su objetivo es colocar 10 millones de copias de dos libros, Nature's Eternal Religion y The White Man's Bible, en manos de los blancos como parte de su creencia en "prepararse para la guerra total". Enseña la teoría de la conspiración del genocidio blanco. 
Según los Consultores de Ontario sobre Tolerancia Religiosa, el Movimiento de la Creatividad se opone a la actividad ilegal y la violencia, creyendo que es contraproducente. El manual para miembros de la iglesia amenaza la expulsión de la iglesia para los miembros que cometen delitos o alientan a otros a hacerlo. A pesar de esto, la iglesia ha sido conectada a múltiples crímenes violentos inspirados religiosa y racialmente. Los creadores ven la "Guerra santa racial" (Racial Holy War) o (Rahowa), como una guerra religiosa de autodefensa racial. 
La Biblia del Hombre Blanco dice que el Gobierno de Ocupación Sionista evitará que la Creatividad sea promovida legalmente, y les dice a sus lectores que: 

Cuando llegue esa etapa (y podemos esperar que nuestros tiranos judíos nos lleven al límite), entonces debemos planear nuevamente nuestras acciones en consecuencia, y deliberadamente, con cuidado y sin piedad, pedir a los lectores que utilicen cualquier medio, legal o de otro tipo, disponible para nuestra propia supervivencia, que conduzca a la caza y eliminación de nuestros torturadores.

## Festivales
- Día de la Victoria del Sur (26 de enero): conmemora los desembarcos británicos iniciales en el continente australiano en 1788.[25]
- Día de Klassen (20 de febrero): aniversario del nacimiento de su fundador en 1918.
- Día de la fundación (21 de febrero): aniversario de la publicación de Nature’s Eternal Religion en 1973.
- Día de la Fundación, Día de Rahowa (20 de marzo): aniversario de la fundación del Centro Mundial en 1982 y un recordatorio de la guerra santa racial.
- Día de Kozel, Día de los Mártires (15 de septiembre): conmemora a Brian Kozel, quien murió en esta fecha en 1992.
- Álbum Festum (26 de diciembre - 1 de enero): celebración de una semana de orgullo racial blanco, que conmemora la Masacre de Wounded Knee.

## Sacramentos
La creatividad tiene cuatro sacramentos: matrimonio, presentación de hijos, confirmación y obituarios a los muertos. Todas las ceremonias son realizadas por ministros de la iglesia. En una boda, los novios intercambian votos ante la naturaleza. La ceremonia de compromiso se lleva a cabo idealmente una semana después del nacimiento de un niño, y ambos padres se comprometen a criar a su hijo como un "miembro fiel de la Raza Blanca y fiel a la iglesia". La ceremonia de confirmación se puede realizar en o después del cumpleaños número 13 de un niño.

## Textos
El texto fundador es Nature's Eternal Religion, que fue escrito por Klassen en 1973. El libro propone que los blancos son el "acto supremo de la creación", y solo los blancos son capaces de la creatividad divina describiendo a la raza negra como apenas por encima de los chimpancés y a los judíos como unos malévolos enemigos que buscan destruir la raza blanca por medio de invenciones como el freudianismo, el comunismo y el cristianismo. El primer libro critica el cristianismo, incluida la Biblia cristiana. Muchas historias bíblicas, incluidas las de Adán y Eva, Jonás y la ballena y la resurrección de Jesús, se consideran históricamente poco probables. La historicidad de Jesús también es cuestionada, con Klassen adhiriéndose a la teoría del mito de Jesús diciendo que no puede encontrar evidencia independiente de su existencia. Según la creatividad, el cristianismo es una religión violenta que ha matado a 1.000 cristianos por cada cristiano asesinado por los romanos. Los adherentes no creen en la existencia de Jesús, rechazando las enseñanzas cristianas como un "veneno suicida" que fue creado por los judíos y se impuso a la raza blanca. Rechazan la exhortación a amar a los enemigos, creyendo que los enemigos deben ser odiados. Los creadores también rechazan la Regla de Oro, diciendo que no tiene "buen sentido" y que, en una "mirada más cercana", es un "principio completamente inviable".
Klassen publicó otros libros sobre su filosofía supremacista blanca, incluida la Biblia del Hombre Blanco, que pedía violencia contra cualquier amenaza percibida para los blancos.

## Historia

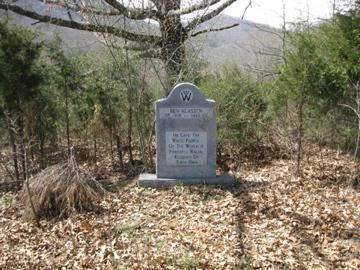
Tumba de Ben Klassen, fundador del movimiento.

La creatividad se formó en 1973, cuando Klassen autopublicó la Religión Eterna de la Naturaleza. Klassen intentó reclutar a miembros neonazis para su organización, porque aparte de los desacuerdos sobre la religión, no había un conflicto fundamental entre la doctrina de la iglesia creativista y el nacionalsocialismo. Klassen desarrolló una relación con el líder de la Alianza Nacional, William Luther Pierce, conoció a Pierce dos veces en 1975, y mantuvieron una relación "intermitente" durante los próximos 18 años. Según Klassen, "nunca entendió la lógica de lo que [Pierce] llamó su religión de Cosmoteísmo ... no ha tenido ningún significado en lo que respecta a nuestro objetivo común de promover la solidaridad racial blanca". En Ensayos, tribulaciones y triunfos, Klassen llamó a Pierce "un gran hombre y un destacado pensador intelectual, y uno de nosotros".
En 1982, Klassen estableció una sede de Creatividad en Otto, Carolina del Norte. Aunque su familia esperaba resistencia de los residentes locales, Klassen escribió: "No estábamos preparados para la crueldad del ataque del periódico local". La oposición creció, y un titular de Franklin Press del 13 de mayo de 1982 decía: "Sede de líder anticristo pro-Hitler aquí".

## Asesinatos
El primer asesinato conectado con la organización fue el del veterano de Irak, Harold Mansfield Jr, un ciudadano afroestadounidense, asesinado por el sacerdote de la Iglesia, George Loeb en complicidad con su esposa Bárbara. Ambos fueron condenados, a Loeb se le condenó a cadena perpetua. El 4 de julio de 1999, el estudiante de derecho y miembro de la iglesia Benjamin Nathaniel Smith, comenzó un tiroteo general con la meta de comenzar la Guerra Santa Racial (Racial Holy War, RaHoWa), hasta ser acribillado por la policía, siendo hoy uno de los mártires de la iglesia. Leo Felton y su novia Erica Chase también fueron condenados el 22 de julio de 2002 por intentar hacer explotar propiedades de negros y judíos.

## Problemas legales
En 1992, ante problemas financieros y legales (incluida una demanda civil presentada por el Centro Legal sobre la Pobreza Sureña) y la muerte de su esposa, el anciano Klassen buscó un sucesor. Aunque Rudolph G. ("Butch") Stanko fue favorecido para el puesto, fue encarcelado en ese momento. Klassen seleccionó a Charles Edward Altvater, pero lo reemplazó antes de que pudiera asumir el liderazgo (posiblemente debido a cargos penales recurrentes; luego fue condenado por intento de asesinato y otros delitos). Klassen luego eligió al neonazi de Milwaukee Mark Wilson, quien dirigió la iglesia desde julio de 1992 hasta enero de 1993. Klassen reemplazó abruptamente a Wilson con Richard McCarty, trabajando para establecer McCarty en la comunidad de Creatividad, antes de vender la mayor parte de la propiedad de la iglesia a William Luther Pierce por $100,000 temiendo una expropiación por las demandas civiles que se avecinaban por delitos cometidos por miembros de la iglesia.
Poco antes y durante el liderazgo de McCarty, la Creatividad estuvo plagada de problemas legales; los miembros fueron arrestados por conspiración, posesión ilegal de armas de fuego y su asociación con la bomba incendiaria de julio de 1993 en un edificio de la NAACP en Tacoma, Washington. McCarty luchó para mantener el grupo unificado. La demanda presentada por el Southern Poverty Law Center (SPLC), en busca de daños relacionados con el asesinato de Harold Mansfield, Jr. en mayo de 1991 por el creador George Loeb, finalmente condujo a un fallo judicial de marzo de 1994 que multó a la Iglesia del Creador con $1,000,000. El tribunal también dictaminó que la venta de propiedades de Klassen a Pierce poco antes de su suicidio fue una colusión para negar el pago a la familia de Mansfield, ordenando a Pierce que devuelva sus ganancias de $85,000 de la reventa de la propiedad. Como la iglesia no pudo pagar el saldo pendiente, el SPLC demandó por su disolución para resolver los daños restantes y McCarty aceptó de inmediato.

## El Movimiento de la Creatividad
Matthew F. Hale fundó la Nueva Iglesia del Creador en 1996, más tarde rebautizada como Iglesia Mundial del Creador. La Iglesia Mundial del Creador de Hale era un grupo nuevo y separado en lugar de un sucesor directo de la Iglesia del Creador de Ben Klassen. Hasta su arresto en 2003, Hale era el único Pontífice máximo de la ahora desaparecida Iglesia Mundial del Creador. El grupo actual conocido como Movimiento de la Creatividad es un sucesor directo orientado a los skinheads partidarios del poder blanco de la Iglesia Mundial del Creador de Hale.
La organización tiene su sede central en Zion, Illinois, cuenta con una gran concentración de creadores en Montana y 24 sucursales regionales, y afirma tener sucursales y miembros locales "repartidos por todo el Mundo".
En 2000, la TE-TA-MA Truth Foundation, con sede en Oregón, presentó una demanda contra la Iglesia Mundial del Creador por usar el nombre "Iglesia del Creador", ya que el grupo de Oregón había registrado y registrado el nombre en 1982. La jueza de la Corte de Distrito de los Estados Unidos, Joan Lefkow, falló para la Iglesia Mundial del Creador. En diciembre de 2002, la Iglesia Mundial del Creador recibió una multa de $1,000 por cada día que continuaba usando el antiguo nombre. La Corte Suprema de los Estados Unidos denegó otras apelaciones en 2003. Hale fue acusado de desacato a la corte y de solicitar el asesinato de la jueza Joan Lefkow, y sentenciado a 40 años de prisión el 6 de abril de 2005. Bill White fue declarado culpable de amenazar a un miembro del jurado en el caso Matthew Hale y sentenciado a 42 meses de prisión.
A principios de 2017, un grupo que se refirió a sí mismo como el "Comité de Guardianes de la Fe" del Movimiento de Creatividad eligió a James Costello de Inglaterra como su "Pontifex Maximus".

## Alianza de la Creatividad
Según un informe del Southern Poverty Law Center, en 2015 la Creativity Alliance tenía grupos en Georgia, Pensilvania, Carolina del Sur, Utah y Vermont. Los miembros de la Alianza de la Creatividad no se asocian con los miembros del Movimiento de la Creatividad. A diferencia de otros grupos de supremacía blanca, la Alianza de la Creatividad afirma una política de "no participación en la escena social del Poder Blanco". El grupo está dirigido actualmente por el exmiembro de la Iglesia Mundial del Creador Cailen Cambeul, anteriormente conocido como Colin Campbell. El título de Cambeul es Administrador de la Iglesia y se refiere a su capítulo del grupo como la Iglesia de la Creatividad del Sur de Australia. El actual Pontifex Maximus es Joseph Esposito (Iglesia de la Creatividad de Oregón). La Alianza de la Creatividad fue conocida durante un corto período como los White Crusaders of the Rahowa (WCOTR), fundada por exmiembros de la Iglesia Mundial de los Creadores después del arresto de Hale en 2003.
Los miembros de Creativity Alliance incluyen a los antiguos partidarios de Klassen, George Loeb y Joseph Esposito, cada uno cumpliendo penas de prisión prolongadas en Florida. La Alianza se ha distanciado de Hale y ya no lo apoya activamente.
Randolph Dilloway, ex Hasta Primus (Secretario o Segundo al mando) de la Creativity Alliance y fundador de la desaparecida Iglesia de la Creatividad de las Montañas Humeantes, fue un contable de la Alianza Nacional revivida (un grupo neonazi no afiliado, anteriormente dirigido por William Luther Pierce, autor de Los diarios de Turner) y evaluó el daño financiero bajo el liderazgo anterior. Dilloway afirmó que temía por su vida después de descubrir (y discutir) los errores, contactó a la policía y al SPLC y le proporcionó documentos que alegaban fraude y malversación por parte de miembros de la organización.
Se sabe que los miembros de Creativity Alliance distribuyen volantes regularmente; particularmente en Australia y Nueva Zelanda, y en 2015 distribuyó volantes en Inverbervie (Escocia) y en Liverpool Inglaterra. Un reverendo que habló en nombre de la Iglesia de la Creatividad en Gran Bretaña dijo en una carta al editor que los folletos eran legales y pedían la segregación racial, no la supremacía blanca. El fiscal general de Australia del Sur y el Ministro de Asuntos Multiculturales han hecho varios intentos para cerrar el sitio web del representante en Australia Meridional y Pontifex Maximus de la Alianza de la Creatividad, y para prohibir la organización. Cailen Cambeul presentó una queja ante el Consejo de Prensa de Australia en el sentido de que describir la Alianza de la Creatividad como una organización de supremacía blanca (en lugar de una religión) y caracterizar a sus miembros como "unos pocos solitarios que buscan algo que ver con todo su odio" era injusto. Su queja fue desestimada porque la evaluación del periodista no era un artículo periodístico sino un artículo de opinión. Las páginas web de la Creativity Alliance y los libros publicados enfatizan que no intentan asumir o reemplazar la marca registrada "Iglesia del Creador", propiedad de la Fundación TE-TA-MA Truth. En 2017 se descubrió que eran responsables de la distribución de volantes en Pittsburgh, Pensilvania.
Los miembros que fueron arrestados incluyen a un hombre de la Iglesia de la Creatividad de Georgia que fue arrestado por intentar fabricar veneno de ricina (el cargo fue retirado más tarde), y Hardy Lloyd, un miembro de Pensilvania que fue arrestado por violar su libertad condicional al distribuir volantes racistas, acumular armas y participar en foros web de supremacistas blancos.

## Miembros destacados
- April Harrington (Gaede), madre de las gemelas Lynx y Lamb Lingelser, famosas por ser las cantantes del conjunto musical racista "Prussian Blue", la madre realizó conciertos a favor de la liberación de Matt Hale. Las gemelas al crecer se distanciarían del racismo y aseguraron haber dejado dichas ideas y ser liberales.[64][65]
- Craig Cobb, simpatizante de Donald Trump quien quiso crear un enclave creativista en región del Medio Oeste estadounidense, llama a su movimiento «Trump Creativity».[66][67]
- George Burdi, vocalista de la banda de rock racista RaHoWa y fundador de la compañía discográfica Resistance Records.
- Ron McVan, líder neopagano supremacista blanco de Estados Unidos cofundador del Wotanismo.[68][69][70]